# Iliosuchus incognitus
Iliosuchus incognitus es la única especie conocida del género Iliosuchus ("ilion de cocodrilo") de dinosaurio terópodo tetanuro, que vivió a mediados del período Jurásico, hace aproximadamente 167 millones de años, en el Bathoniense, en los que hoy es Europa. Tenía tal vez 1,5 metros de largo. Los únicos fósiles conocidos de este género son tres iliones, BMNH  R83, OUM J29780 y OUM J28971 de Stonesfield Slate, Oxfordshire , Inglaterra. A partir del holotipo BMNH R83, Friedrich von Huene describió y nombró a la única especie, I. incognitus, en 1932. El nombre genérico se deriva del ilio y del griego Souchos, el dios cocodrilo. El nombre específico significa "desconocido" en latín. Otra especie, I. clevelandi, fue propuesta en 1976 por Peter Galton, quien asignó Stokesosaurus clevelandi a Iliosuchus, pero esto no se ha seguido.
El ilion de Iliosuchus es muy pequeño con una longitud de nueve a diez centímetros, tiene una cresta supraacetabular vertical  en la superficie, similar a tiranosáuridos y muchos otros dinosaurios depredadores que pertenecen al grupo Tetanurae, incluyendo Piatnitzkysaurus y Megalosaurus. El material fragmentario e incompleto es inadecuado para una clasificación precisa, sin embargo, a veces Iliosuchus ha sido considerado un ancestro tiranosáurido. Es poco probable que esto sea correcto ya que los huesos no se pueden distinguir de los pequeños individuos de Megalosaurus, un megalosáurido. En cualquier caso, Iliosuchus no es diagnóstico y por lo tanto es dudoso. Si Iliosuchus incognitus es un tiranosauroide, sería un posible antepasado de Proceratosaurus , el primer tiranosauroide reconocido, y sería el más antiguo del árbol genealógico del tiranosauroide.